# Anthela stygiana
Anthela stygiana là một loài bướm đêm thuộc họ Anthelidae. Loài này có ở Úc.